# Lasiacis procerrima
Lasiacis procerrima là một loài thực vật có hoa trong họ Hòa thảo. Loài này được (Hack.) Hitchc. ex Chase mô tả khoa học đầu tiên năm 1911.